# Futbol'nyj Klub Chimki 2018-2019
Questa voce raccoglie le informazioni riguardanti il Futbol'nyj Klub Chimki nelle competizioni ufficiali della stagione 2018-2019.

## Stagione
In PFN Ligi la squadra terminò al nono posto in classifica.
Il cammino in Coppa si interruppe ai sedicesimi di finale.

## Rosa
| N. |                        | Ruolo | Calciatore                  |
| -- | ---------------------- | ----- | --------------------------- |
| 1  | Russia (bandiera)      | P     | Dmitri Khomich              |
| 2  | Russia (bandiera)      | D     | Aleksandr Dimidko           |
| 3  | Bielorussia (bandiera) | D     | Dmitriy Aliseiko            |
| 4  | Russia (bandiera)      | C     | Aleksandr Morgunov          |
| 6  | Russia (bandiera)      | D     | Dmitri Tikhiy               |
| 7  | Russia (bandiera)      | C     | Michail Vital'evič Petrusëv |
| 9  | Russia (bandiera)      | A     | Vadim Manzon                |
| 10 | Russia (bandiera)      | A     | Danil Massurenko            |
| 11 | Russia (bandiera)      | A     | Dmitrij Barkov              |
| 14 | Russia (bandiera)      | C     | Aleksandr Rjazancev         |
| 15 | Russia (bandiera)      | D     | Yegor Danilkin              |
| 16 | Russia (bandiera)      | P     | Yevgeni Puzin               |
| 17 | Russia (bandiera)      | C     | Kamran Aliev                |
| 18 | Russia (bandiera)      | P     | Vyacheslav Isupov           |
| 24 | Russia (bandiera)      | C     | Bogdan Mishukov             |
| 25 | Russia (bandiera)      | D     | Oleksandr Filin             |
| 44 | Russia (bandiera)      | C     | Il'ja Kucharčuk             |
| 52 | Russia (bandiera)      | C     | Ravil Netfullin             |
| 55 | Russia (bandiera)      | P     | Vyacheslav Grigoryan        |
| 86 | Russia (bandiera)      | D     | Aleksandr Smirnov           |
| 87 | Russia (bandiera)      | C     | Kirill Bozhenov             |

| N. |                   | Ruolo | Calciatore         |
| -- | ----------------- | ----- | ------------------ |
| 88 | Russia (bandiera) | A     | Ilya Belous        |
| 94 | Russia (bandiera) | C     | Aleksej Evseev     |
|    | Russia (bandiera) | D     | Mutalip Alibekov   |
|    | Russia (bandiera) | D     | Dmitri Ivanov      |
|    | Russia (bandiera) | A     | Aleksandr Kozlov   |
|    | Russia (bandiera) | A     | Igor' Portnjagin   |
|    | Russia (bandiera) | C     | Maksim Yakovlev    |
|    | Russia (bandiera) | C     | Denis Talalay      |
|    | Russia (bandiera) | A     | Ruslan Bolov       |
|    | Russia (bandiera) | C     | Aršak Korjan       |
|    | Russia (bandiera) | C     | Oleg Lanin         |
|    | Russia (bandiera) | P     | Denis Kavlinov     |
|    | Russia (bandiera) | C     | Andrej Mostovoj    |
|    | Russia (bandiera) | D     | David Mildzikhov   |
|    | Russia (bandiera) | C     | Efim Boytsov       |
|    | Russia (bandiera) | A     | Maksim Pichugin    |
|    | Russia (bandiera) | D     | Egor Proshkin      |
|    | Russia (bandiera) | C     | Temur Dzhikiya     |
|    | Russia (bandiera) | C     | Maksim Zhumakbekov |
|    | Russia (bandiera) | D     | Andrey Evdokimov   |
|    | Russia (bandiera) | D     | Sergey Bednozhey   |

## Risultati

### Campionato
| Vladivostok 17 luglio 2018 1ª giornata | Luč Vladivostok | 0 – 1 referto | Chimki | Stadio Dinamo |

| Chimki 22 luglio 2018 2ª giornata | Chimki | 0 – 1 referto | Tom' Tomsk | Arena Chimki |

| Soči 29 luglio 2018 3ª giornata | Soči | 3 – 2 referto | Chimki | Stadio olimpico Fišt |

| Chimki 4 agosto 2018 4ª giornata | Chimki | 3 – 1 referto | Avangard Kursk | Arena Chimki |

| Jaroslavl' 8 agosto 2018 5ª giornata | Šinnik | 0 – 1 referto | Chimki | Stadio Šinnik |

| Chimki 12 agosto 2018 6ª giornata | Chimki | 1 – 3 referto | Spartak-2 Mosca | Arena Chimki |

| Voronež 18 agosto 2018 7ª giornata | Fakel Voronež | 2 – 0 referto | Chimki | Stadio Centrale |

| Novosibirsk 26 agosto 2018 8ª giornata | Sibir' | 1 – 2 referto | Chimki | Spartak Stadium |

| Chimki 31 agosto 2018 9ª giornata | Chimki | 1 – 1 referto | Rotor | Arena Chimki |

| San Pietroburgo 8 settembre 2018 10ª giornata | Zenit-2 | 2 – 2 referto | Chimki | Stadio SK Petrovskij |

| Chimki 15 settembre 2018 11ª giornata | Chimki | 3 – 3 referto | Baltika | Arena Chimki |

| Nižnij Novgorod 19 settembre 2018 12ª giornata | Nižnij Novgorod | 1 – 1 referto | Chimki | Stadio Nižnij Novgorod |

| Chimki 23 settembre 2018 13ª giornata | Chimki | 2 – 3 referto | Armavir | Arena Chimki |

| Krasnodar 1º ottobre 2018 14ª giornata | Krasnodar-2 | 4 – 2 referto | Chimki |  |

| Chimki 6 ottobre 2018 15ª giornata | Chimki | 0 – 0 referto | SKA-Chabarovsk | Arena Chimki |

| Saransk 13 ottobre 2018 16ª giornata | Mordovija | 1 – 1 referto | Chimki | Mordovia Arena |

| Chimki 20 ottobre 2018 17ª giornata | Chimki | 2 – 1 referto | Tjumen' | Arena Chimki |

| Tambov 24 ottobre 2018 18ª giornata | Tambov | 3 – 0 referto | Chimki | Spartak Stadium |

| Chimki 28 ottobre 2018 19ª giornata | Chimki | 3 – 2 referto | Čertanovo | Arena Chimki |

| Tomsk 4 novembre 2018 20ª giornata | Tom' Tomsk | 2 – 0 referto | Chimki | Trud Stadium |

| Chimki 10 novembre 2018 21ª giornata | Chimki | 1 – 0 referto | Šinnik | Arena Chimki |

| Kursk 14 novembre 2018 22ª giornata | Avangard Kursk | 4 – 0 referto | Chimki | Stadio Trudovye rezervy |

| Chimki 18 novembre 2018 23ª giornata | Chimki | 0 – 0 referto | Soči | Arena Chimki |

| Mosca 24 novembre 2018 24ª giornata | Spartak-2 Mosca | 0 – 1 referto | Chimki | Stadio Accademia Spartak |

| Chimki 3 marzo 2019 25ª giornata | Chimki | 1 – 1 referto | Fakel Voronež | Arena Chimki |

| Chimki 10 marzo 2019 26ª giornata | Chimki | 1 – 1 referto | Sibir' | Arena Chimki |

| Volgograd 17 marzo 2019 27ª giornata | Rotor | 1 – 0 referto | Chimki | Volgograd Arena |

| Chimki 24 marzo 2019 28ª giornata | Chimki | 3 – 0 referto | Zenit-2 | Arena Chimki |

| Kaliningrad 30 marzo 2019 29ª giornata | Baltika | 2 – 1 referto | Chimki | Stadio di Kaliningrad |

| Chimki 7 aprile 2019 30ª giornata | Chimki | 0 – 2 referto | Nižnij Novgorod | Arena Chimki |

| Armavir 13 aprile 2019 31ª giornata | Armavir | 0 – 2 referto | Chimki | Stadio Junost' |

| Chimki 19 aprile 2019 32ª giornata | Chimki | 3 – 0 referto | Krasnodar-2 | Arena Chimki |

| Chabarovsk 24 aprile 2019 33ª giornata | SKA-Chabarovsk | 0 – 1 referto | Chimki | Stadio Lenin |

| Chimki 28 aprile 2019 34ª giornata | Chimki | 1 – 1 referto | Mordovija | Arena Chimki |

| Tjumen' 4 maggio 2019 35ª giornata | Tjumen' | 0 – 0 referto | Chimki | Stadio Geolog |

| Chimki 12 maggio 2019 36ª giornata | Chimki | 2 – 0 referto | Tambov | Arena Chimki |

| Mosca 19 maggio 2019 37ª giornata | Čertanovo | 2 – 1 referto | Chimki |  |

| Chimki 25 maggio 2019 38ª giornata | Chimki | 2 – 1 referto | Luč Vladivostok | Arena Chimki |

### Coppa di Russia
| Ivanovo 22 agosto 2018 Quarto turno | Tekstilščik Ivanovo | 2 – 3 referto | Chimki | Stadio Tekstil'ščik |

| Chimki 26 settembre 2018 Sedicesimi di finale | Chimki | 0 – 1 referto | Rubin | Arena Chimki |